# Rocoto rosso
Rocoto rosso (anche conosciuto come rocoto manzano) è una cultivar di peperoncino della specie Capsicum pubescens originaria di Perù e Bolivia.

## Caratteristiche
I semi di questa cultivar hanno un colore che varia tra il marrone scuro e il nero, di dimensioni maggiori rispetto ad altre specie.
Viene usato prevalentemente in salse o in piatti tipici boliviani, sminuzzato, tritato o a fettine in piatti di carne arrosto o lessa.
La pianta cresce fino a 230 centimetri in altezza e produce una discreta quantità di frutti rossi e dalle dimensioni generose (tra i tre e i quattro centimetri di diametro).

## Galleria d'immagini

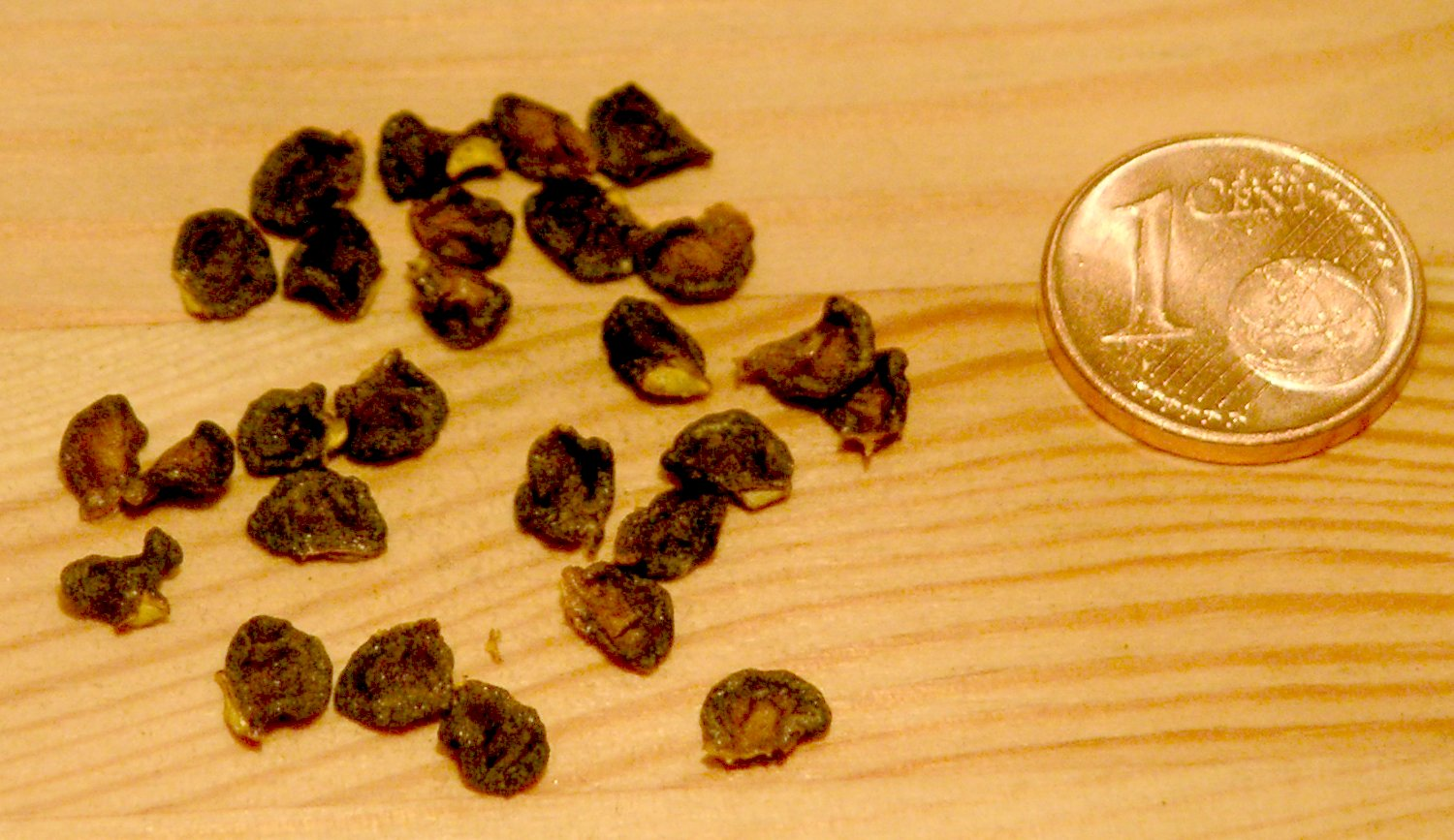
Semi di rocoto
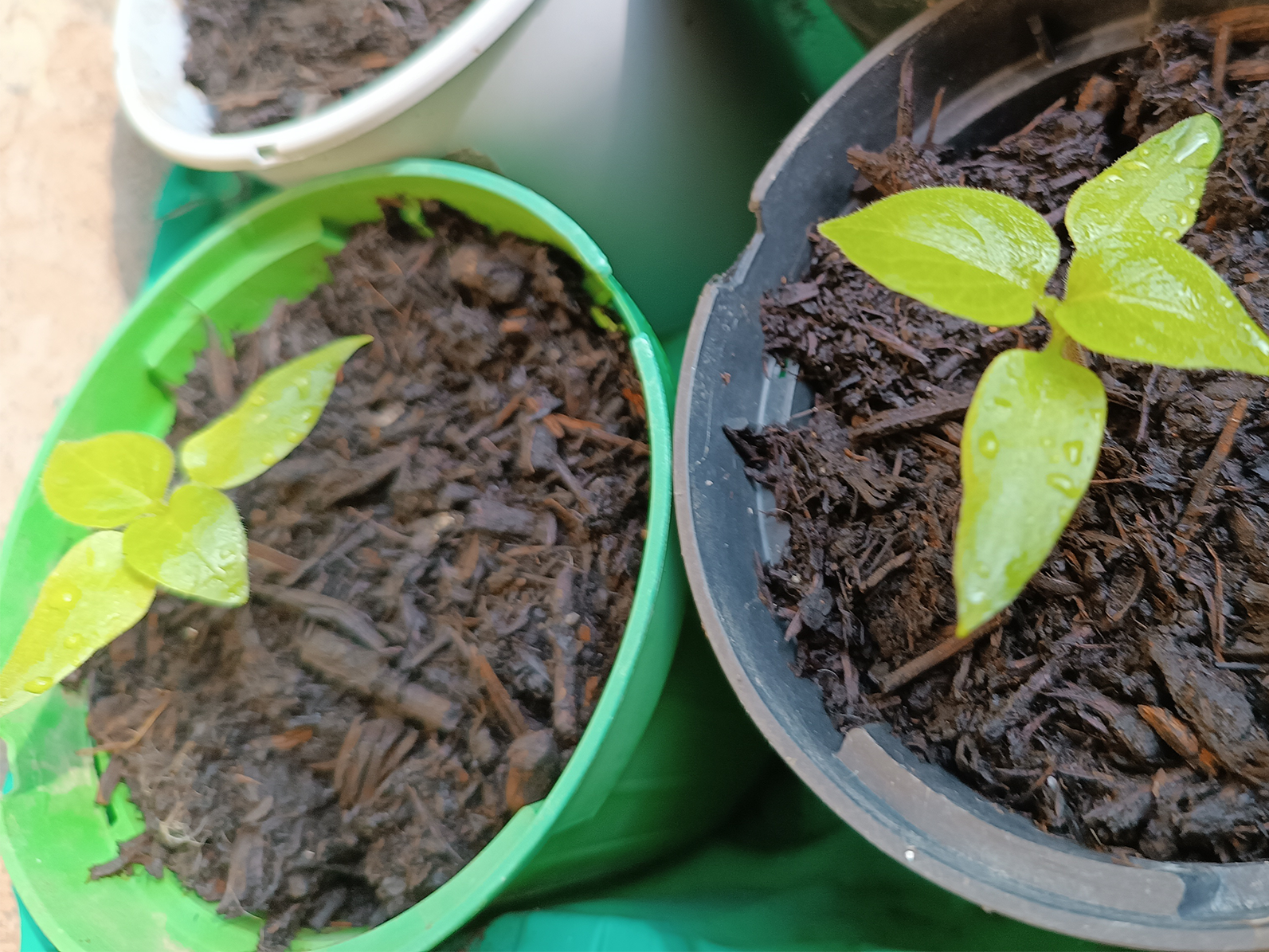
Piantine di rocoto, due settimane dopo la germogliazione